# Elecciones generales de la República Dominicana de 1986
Las elecciones generales se llevaron a cabo en la República Dominicana el 16 de mayo de 1986. Joaquín Balaguer del Partido Reformista Social Cristiano ganó las elecciones presidenciales, mientras que la alianza liderada por el PRSC ganó las elecciones  legislativas del Congreso. La participación electoral fue 72.2%.

## Elecciones presidenciales
El titular Salvador Jorge Blanco estaba desocupado después de servir 4 años en el gobierno. Aunque se le permitió constitucionalmente postularse para un segundo mandato, no lo ejerció debido a que su partido, el Partido Revolucionario Dominicano tenía una estricta ideología anti-reeleccionista.

### Candidaturas

#### Partido Revolucionario Dominicano
Dado que el PRD tenía una postura estrictamente antirre-eleccionista, se suponía que Jacobo Majluta era el siguiente en la lista para la candidatura de su partido. Majluta fue vicepresidente bajo el gobierno de Antonio Guzmán y se desempeñó como presidente durante 43 días después de que Guzmán se suicidara inesperadamente. Después de haber sido derrotado por Salvador Jorge Blanco para las elecciones de 1982, se le dio la candidatura para Santo Domingo al Senador y Presidente del Senado (Blanco y Guzmán hicieron un trato similar en 1978) que ganó. Desde esta posición, entabló una feroz batalla con la facción del partido liderado por Blanco, por lo que este intentó poner al Secretario de Estado Hatuey Decamps contra Majluta para la nominación, pero alguien tan cercano al gobierno impopular no pudo detener a Majluta, que se había convertido en el crítico vocal de la administración. Los partidarios de Blanco luego se volvieron al líder del partido y alcalde de Santo Domingo, el popular José Francisco Peña Gómez. Al principio no lo aceptó (ni lo rechazó), pero después de sobrevivir a un ataque cardíaco creyó que era su destino convertirse en presidente, por lo que decidió postularse para luchar contra su colega más cercano. La carrera fue extremadamente cerrada y divisiva, incluso causó un tiroteo en el Hotel Concorde, pero cuando llegaron los resultados, Majluta fue declarado ganador.
El proceso posterior a la convención fue traumatizante y muchos miembros del PRD se negaron a apoyar a Majluta. Algunos seguidores de Gómez incluso llegaron a endosar a Juan Bosch. Carlos Andrés Pérez
El Presidente de Venezuela y un fuerte activista de Internacional Socialista hicieron campaña para que Gómez fuera incluido en el boleto como vicepresidente, pero Majluta dijo que prefería perder que ganar junto a Peña Gómez, quien creía que lo había traicionado compitiendo En su contra. Un acuerdo similar al que Guzmán había hecho con Blanco y el último con Majluta fue ofrecido a Gómez, pero declinó llamarlo un "regalo maldito". Finalmente, Nicolas Vargas de Santiago fue elegido como compañero de fórmula.

#### PRSC
Desde la fundación del Partido Reformista, Joaquín Balaguer había sido su candidato en las elecciones presidenciales, un cargo que continuó después de la fusión con el Partido Revolucionario Social Cristiano para crear el Partido Reformista Social Cristiano. Esto causó cierto disgusto entre los jóvenes reformistas como Víctor Gómez Berges y Fernando Álvarez Bogaert, quienes afirmaron que Balaguer era demasiado mayor (80) para postularse para la presidencia, pero finalmente logró la candidatura con solo una oposición simbólica de Julio César Castaños Espaillat que solo recibió un voto (el suyo). Balaguer eligió a Carlos Morales Troncoso, un hombre de negocios exitoso como compañero de fórmula.

#### PLD
Juan Bosch no recibió oposición para la candidatura del Partido de la Liberación Dominicana, que había fundado después de separarse del PRD en 1973. Su compañero de fórmula era exrector de la Universidad de Santo Domingo, José Joaquín Bido Medina.

#### Partidos Minoritarios
Narciso Isa Conde fue candidato para el Partido Comunista Dominicano y el famoso abogado Vincho Castillo fue el candidato de su partido, la Fuerza Nacional Progresista.

### Campaña Electoral
Después de ocho años de gobiernos del PRD, la alguna vez gran popularidad del partido blanco se estaba volviendo leve mientras el expresidente Joaquín Balaguer surgía como una alternativa entre los nuevos votantes y Juan Bosch atraía a los votantes insatisfechos del PRD.
Bosch hizo una campaña dura contra la corrupción en la administración de Guzmán y Jorge Blanco, incluso publicando lo que su partido llamaba el álbum de corrupción que consistía en imágenes que se afirmaban eran prueba de enriquecimiento ilícito de sus excompañeros de partido. Los ataques también fueron dirigidos hacia Balaguer mencionando la muerte de los 12 años. Un eslogan popular durante la campaña del PLD fue Juan Bosch ni robó ni mató! una referencia a la falta de corrupción o asesinatos políticos durante la Presidencia de Juan Bosch en 1963.
El PRD respondió rápidamente con Juan Bosch ni robo ni mato... porque tiempo no le dio! burlándose del hecho de que Bosch sólo estuvo en el gobierno por 7 meses y por lo tanto no tuvo tiempo de hacer las cosas de las que acusó a sus oponentes.
Debido a la impopularidad de la administración de Jorge Blanco y, por lo tanto, al propio partido del PRD, Majluta creó el Partido Liberal de la República Dominicana, que se aliaría con el PRD para tratar de conseguir votantes que detestaran al partido en el poder. Su candidatura también fue apoyada por el Partido de Acción Constitucional y el Partido Demócrata Nacionalista. También se llevaron a cabo negociaciones con Elías Wessin y Wessin, líder del Partido Quisqueya Democrático y uno de los líderes del golpe de Estado a Juan Bosch en 1963, pero estas se vinieron abajo y Wessin finalmente apoyó a Balaguer, a quien había tratado de derrocar en 1971 y fue exiliado por ello.
Balaguer condujo una campaña vigorosa que atrajo a muchos votantes jóvenes y viejos enemigos. Además de Wessin, ahora también era apoyado por Donald Reid Cabral expresidente del triunvirato que gobernaba el país mientras que Balaguer estaba en el exilio, Mario Read Vittini, y muchos comunistas que lo habían enfrentado en el pasado, incluido Tacito Perdomo.
Después de un sangriento motín en 1984 que resultó en la muerte de cientos de personas, el PRD ya no pudo atacar a Balaguer por el oscuro pasado de sus gobiernos anteriores, lo que le permitió obtener gran parte del voto de los jóvenes.
Los partidarios de Balaguer cantaron ¡vuelve y vuelve! en los mítines políticos como su canto de victoria en referencia a su posible regreso a la Presidencia. El caudillo de 80 años de edad fue atacado debido a su ceguera durante la campaña a lo que respondió: Como presidente, no se me pedirá que enhebre agujas.
Como la imagen de Majluta estaría en las boletas de cuatro partidos diferentes, se temía que los votantes menos iluminados que formaban el núcleo del PRD le darían votos a los cuatro y así arruinarían el voto. Pasó un tiempo precioso haciendo campaña para educar a los votantes a votar solo por él en una boleta.